# Entertainment Tonight
Entertainment Tonight (hay ET) là kênh truyền hình tin tức của Mỹ. Kênh này được CBS phân phối trên toàn nước Mỹ.